# Kurt Schulzke
Kurt Schulzke (* 15. Januar 1950 in Hamburg; † 23. Dezember 2017 in Neumünster), Künstlername: Kusch, war ein deutscher Maler, Musiker und Autor. Bekannt wurde er insbesondere durch seine Prominenten-Porträts im Pop-Art-Stil und durch zahlreiche TV-Auftritte mit seiner Musikgruppe Schulzke’s Skandal Trupp. Er war Mitbegründer und Pionier der Hamburger Szene. 

## Leben
Kurt Schulzke, Sohn eines Kunstmalers, arbeitete in den 1960er und 1970er Jahren unter seinem Pseudonym Kusch, gebildet aus den ersten Buchstaben seines Vor- und Nachnamens, als Karikaturist und Illustrator. Außerdem trat er in der Hamburger Szene der 1970er Jahre als Pianist auf und gestaltete Happenings in den damals entstehenden Szeneläden wie Logo, Onkel Pö oder Fabrik. 1973 entstand daraus seine Band Schulzke’s Skandal Trupp, die zahlreiche Konzerte und TV-Auftritte in der ganzen Bundesrepublik absolvierte. Dabei porträtierte er viele seiner prominenten Kollegen.
1984 ging Schulzke mit seinem Segelboot auf Weltreise und fand schließlich auf Mallorca eine neue Heimat. Er gründete dort die Mallorca Blues Band, betrieb dort sein eigenes Musikstudio und widmete sich hauptsächlich der Porträtmalerei. 
Seit 2002 lebte und arbeitete Kurt Schulzke wieder in Norddeutschland. 
Der Stil seiner Bilder erstreckt sich vom Fotorealismus bis zur Abstrakte. Ausflüge in die klassische Malerei gehören ebenso zur Interpretation seiner Pop Art.
Er infizierte sich Anfang Dezember 2017 bei einer diabetesbedingten Amputation seines großen Zehs mit Klinikkeimen, an denen er am 23. Dezember 2017 verstarb.

## Nordlichter-Nordgesichter
In der Wanderausstellung „Nordlichter-Nordgesichter“ zeigte Schulzke über 100 Porträts norddeutscher Persönlichkeiten. 2004 rief Schulzke den „Nord Award“ ins Leben, der in Form einer Gemäldeenthüllung an Persönlichkeiten verliehen wird, die durch ihre Lebensleistung oder außergewöhnliche Taten den Norden symbolisch repräsentieren.

## Legends of the World
„Legends of the World“ umfasst eine Sammlung von Gemälden des Malers von Persönlichkeiten des öffentlichen Lebens. Darunter sind auch zahlreiche Auftragsgemälde, die in den vergangenen Jahren entstanden sind. Seit 2008 erscheinen jährliche Kunstdruck-Jahreskalender „Legends of the World“. 